# Емблема Індії

Герб Британської Індії, 1858—1947

Герб Португальської Індії, 1951—1974

Емблема Індії — державний символ Індійської Республіки, що є адаптованим зображенням «Левової капітелі», що була встановлена на одній із Колон Ашоки у Сарнатхі.

## Історія
Імператор Ашока встановив едикт з капітеллю для того, щоб відмітити місце, де Будда Гаутама почав вчити Дхарму і де була заснована велика буддистська санґха (община). Зображення цієї скульптури було проголошено Національною емблемою Індії 26 січня 1950, у день, коли Індія стала республікою.

## Опис
На емблемі зображені три азійських лева на круглій абаці. Четвертий лев знаходиться позаду і схований з виду. Емблема символізує націю, що «відважна у хоробрості, сильна в тілі, розсудлива у пораді та лякає супротивників». Абака прикрашена чотирма тваринами — символами чотирьох напрямків: лев — півночі, слон — сходу, кінь — півдня і бик — заходу (видимі лише кінь та бик). Абака спирається на розкритий лотос (відсутній на емблемі), що символізує джерело життя. Нижче за абаку розташований девіз, записаний санскритом: सत्यमेव जयते, Satyameva Jayate — «лише істина перемагає», це цитата з Мундака-Упанішади, асоційованої з Атхарваведою.